# Société photographique japonaise (XIXe siècle)
Pour les articles homonymes, voir Société photographique japonaise.
La Société photographique japonaise (日本写真会, Nihon Shashinkai) était une organisation fondée en 1889 et ayant son siège à Tokyo. Elle ferma tout à la fin du XIXe siècle.
La SPJ fut la première organisation japonaise de photographes amateurs, bien que des professionnels l'ont plus tard rejoint. Parmi les cinquante-six membres fondateurs, vingt-quatre étaient étrangers, dont le Britannique William Kinnimond Burton qui en était secrétaire.
La SPJ organisait différentes activités autour de la photographie : critiques, modélisation de séances, expositions, etc. Les travaux des membres étaient publiés dans le magazine Shashin Shinpō.
La société semble avoir décliné à un certain moment, juste après 1896, à cause de la faillite de son principal sponsor Kajima Seibei.
Une organisation du même nom fondée en 1924 n'a rien  à voir avec elle.